# Makovecz Imre

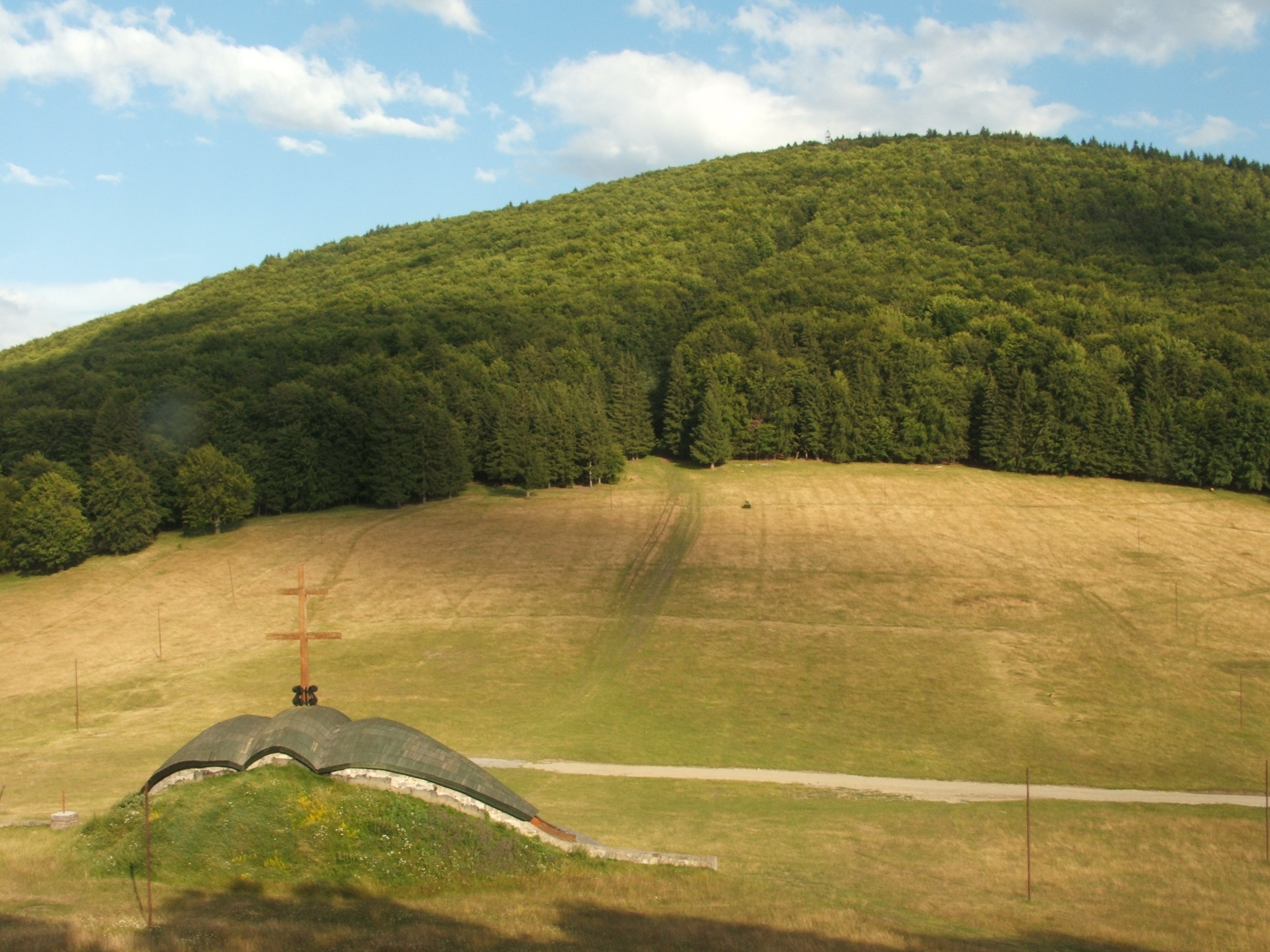
Oltár a csíksomlyói nyeregben, a hagyományos katolikus búcsú helyszíne

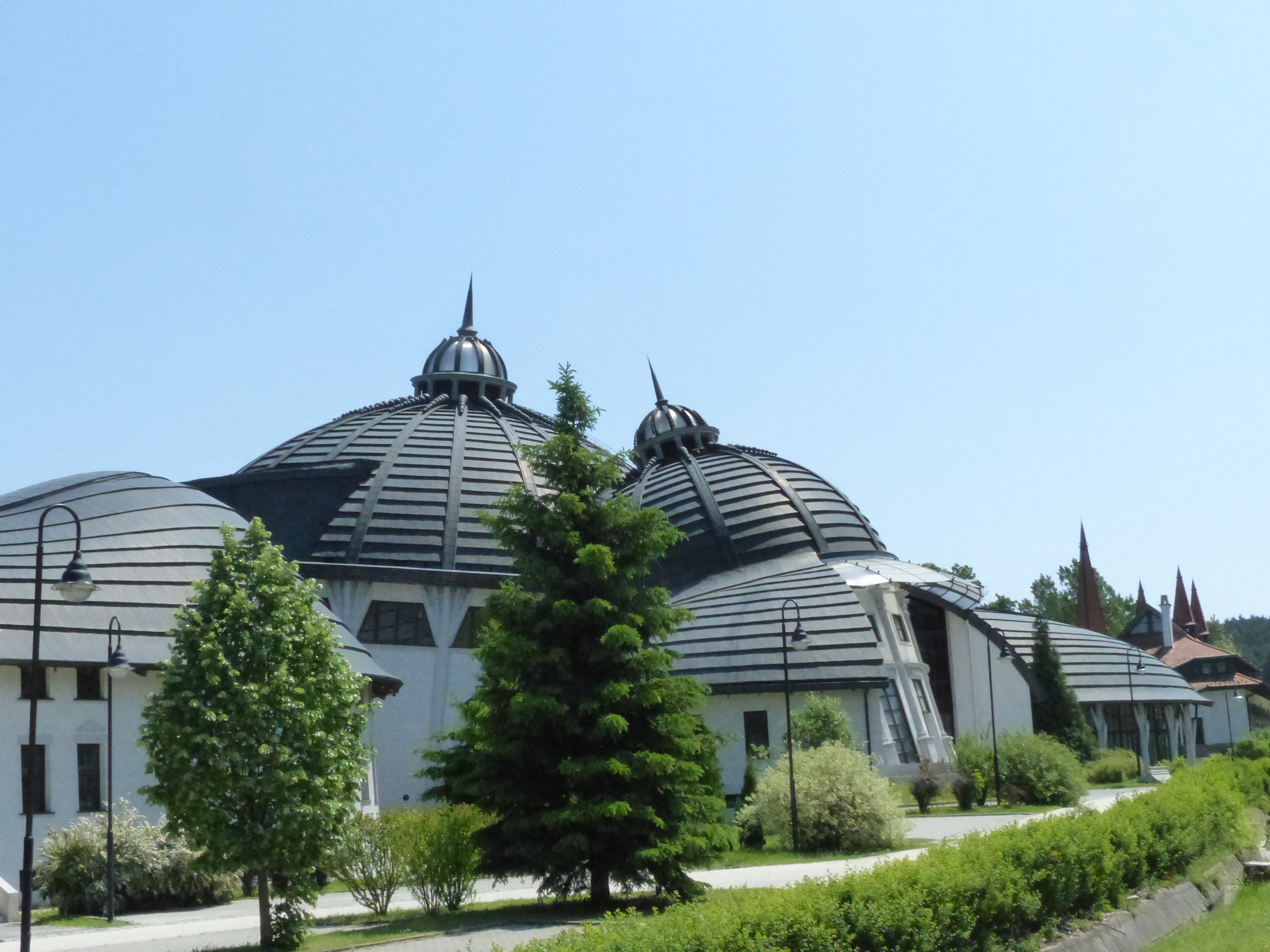
Stephaneum, Piliscsaba

Makovecz Imre (Budapest, 1935. november 20. – Budapest, 2011. szeptember 27.) Kossuth- és Ybl Miklós-díjas magyar építész, a magyar organikus építészet megteremtője. A Magyar Művészeti Akadémia alapítója, örökös tiszteletbeli elnöke.

## Élete
A magyar organikus építészet mestere Budapesten született, Makovecz Imre laboráns és Sallai Juliánna gyermekeként. Élete első tíz évében sok időt töltött apja szülőfalujában, a zalai Nagykapornakon, ami nemcsak magánéletére, de későbbi pályájára is nagy hatást gyakorolt. Első közösségi emlékéről így ír:
„Talán nem róható fel nekem mint építésznek, hogy első közösségi emlékem egy vörös téglás épület. A Németvölgyi úti óvoda és iskola intézményei a mai napig egymás mellett állnak, az immáron legendává vált Mackós szoborcsoporttal az előtérben. A szemüveges, könyvet lapozgató Mackó urat azóta is a tanulás szimbólumának tartom. Oda jártam oviba, és onnét ültem át az elemi iskola első négy évének padjaiba is. Ez a történet pontosan a második világháború éveiről szól, 1939 és ’45 között…” 
A budapesti Petőfi Sándor Gimnáziumban tett érettségi vizsgát. Egyetemi tanulmányait a Budapesti Műszaki Egyetem Építészmérnöki Karán 1954-ben kezdte és 1959-ben fejezte be. „A Műegyetem sajátos konglomerátum, megtisztelő csodálatos palota volt. Boldog és büszke voltam, hogy bekerülhettem oda. Nagyon érdekes volt másodéves koromban felfedezni a Műegyetem dokumentációs irodáját, amelyre a mai napig is hálával gondolok vissza.
…Weichinger professzor ajánlására […] megismerhettem Frank Lloyd Wright személyét, gondolatait és munkáit.”
1959 és 1977 között különböző állami tervezővállalatoknál dolgozott (BVTV, SZÖVTERV, VÁTI), de közben munkatársaival a vidéket járta, hogy az akkor elsorvadásra ítélt falvakban kulturális egyesületeket szervezzen és faluházakat építsen azok megmaradása érdekében.
Sárospatakon a panel típusú házaknál jóval költségkímélőbb lakóházakat is építeni kezdtek, de akkoriban ezt az állami vezetés nem nézte jó szemmel, így ő önkéntes száműzetésbe vonult, és 1977–81 között a Pilisi Parkerdőgazdaság főépítészeként dolgozott. Ezen időszakában, 1979-ben tervezte nemzetközi hírnevét megalapozó egyik első épületét, a dobogókői Zsindelyes Vendégházat.
Karrierjében akkor következett be az áttörés, amikor 1981-ben önálló építészirodát alapított, és a Makona Tervező Kisszövetkezet vezetője lett (az iroda neve jelenleg Makona Építész Tervező és Vállalkozó Kft.). Számos középületet (templomot, művelődési házat) tervezett, elsősorban vidéki városokban. Teljesen egyéni kompozíciójú épületeivel vált híressé, az organikus építészeti stílus megteremtője.
Első figyelemreméltó munkájának a paksi templomot tartja, amely karcsú, tűhegyes csúcsban végződő tetőzetével, ívelt kapubejáratával, egyéni stílusával országos hírnevet szerzett tervezőjének. Hasonlóan turistalátványosság és stílusának karakteres hordozója a néhány évvel előbb épült siófoki evangélikus templom is. Ennél is korábbi munkája a Farkasréti temető ravatalozójának belső tere. De az ő hírnevét öregbíti a Pázmány Péter Katolikus Egyetem piliscsabai épületegyüttese, a középkori hangulatot keltő Stephaneumon is. Jellegzetes stílusjegyeit hordozza újabb munkái közül a makói Hagymaház és az egri Bitskey Aladár Uszoda.
Építészként fő műve az 1992-es sevillai világkiállítás magyar pavilonja. Máig száznál több különböző funkciójú, jellegzetes stílusjegyeket hordozó épület jelzi munkásságának eredményét. A hagyományos alapanyagok, s főleg a fa felhasználásával készült épületeknek hagyományőrző hatása van, így a fát nem díszítőelemként, hanem szerkezetként használja. Szerinte az épületnek úgy kell kinéznie, mintha az alja a földből nőtt volna ki és a teteje pedig az égből ereszkedett volna alá. Építészete organikus, mivel szándéka az, hogy egylényegűvé váljon az épület a környezettel, szervesen illeszkedjen a tájba.
1981-től a BME, az Iparművészeti Főiskola és a MÉSZ Mesteriskola , 1987-től a Nemzetközi Építészeti Akadémia tanára lett, 1989-ben a Kós Károly Egyesülés egyik alapítója volt, később örökös tagjává választották. 1992-ben a Magyar Művészeti Akadémia egyik alapítója volt, később elnöke lett és soraiban tudhatja a Nemzetközi Építészeti Akadémia is.
Konzervatív közéleti személyiségként is ismert, ez a tevékenysége a rendszerváltás után lett intenzívebb. Különböző közéleti civil egyesületeket alapított. A konzervatív politikusok tanácsadóként véleményét gyakran kikérték. Az Országépítő Alapítvány egyik alapítója (1988), azóta kuratóriumának elnöke. 1993–98 között a Herendi Porcelángyár Rt. Igazgatótanácsának elnöke, 1996–98 között pedig a Magyar Nemzet szerkesztőbizottságának tagja volt. A Balassi Bálint-emlékkard díjazást odaítélő Balassi Kuratórium elnöke. A konzervatív, jobboldali közéleti személyiségeket, tudósokat, művészeket tömörítő Nemzeti Egység Mozgalom vezetője. 2002-ben részt vett a Szövetség a Nemzetért polgári kör megalapításában.

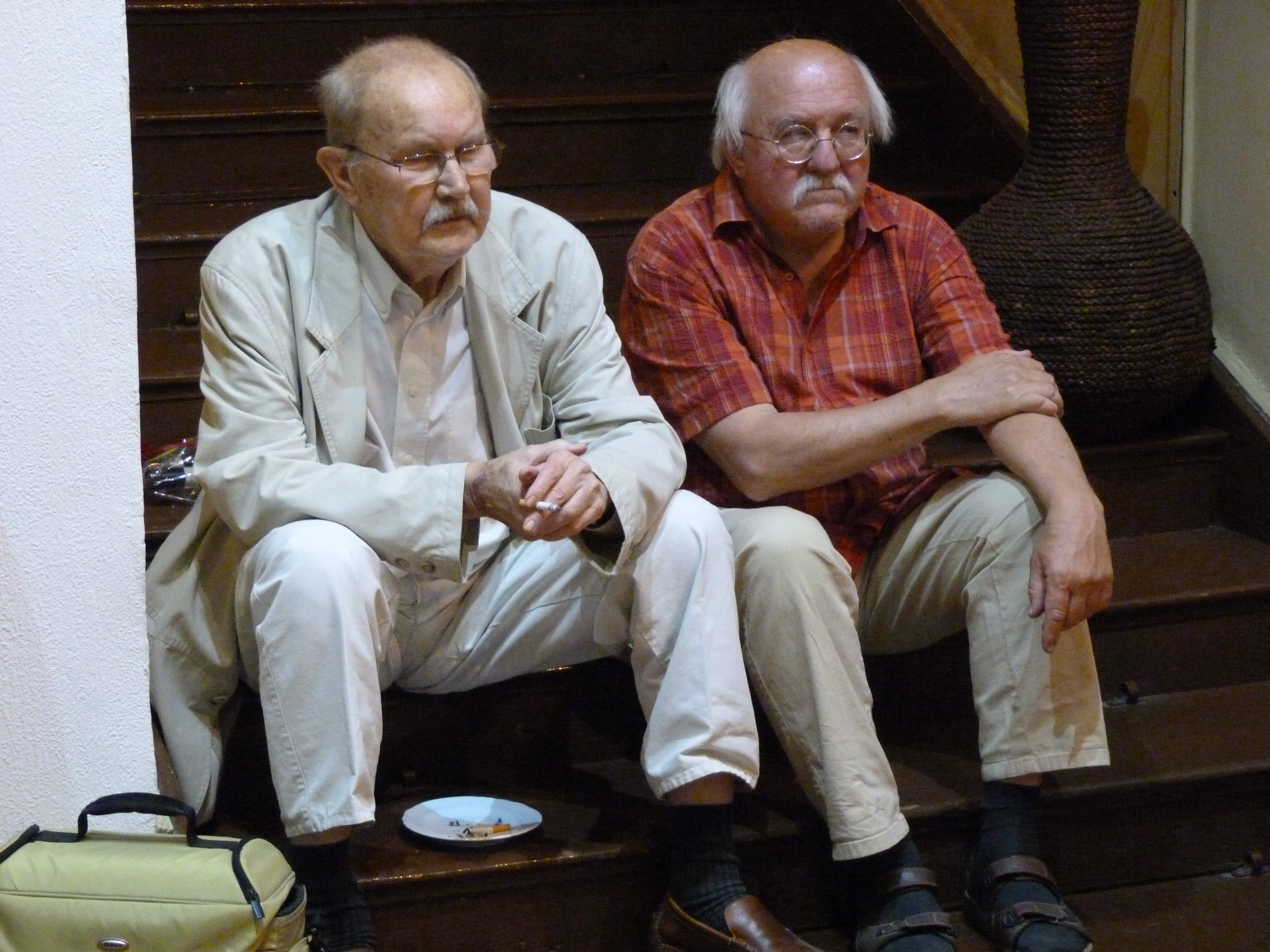
2011. május 26-án, Turi Attila kiállításának megnyitóján

2011. szeptember 27-én érte a halál, temetése október 8-án volt a Farkasréti temetőben, több ezer ember jelenlétében.

## Emlékezete

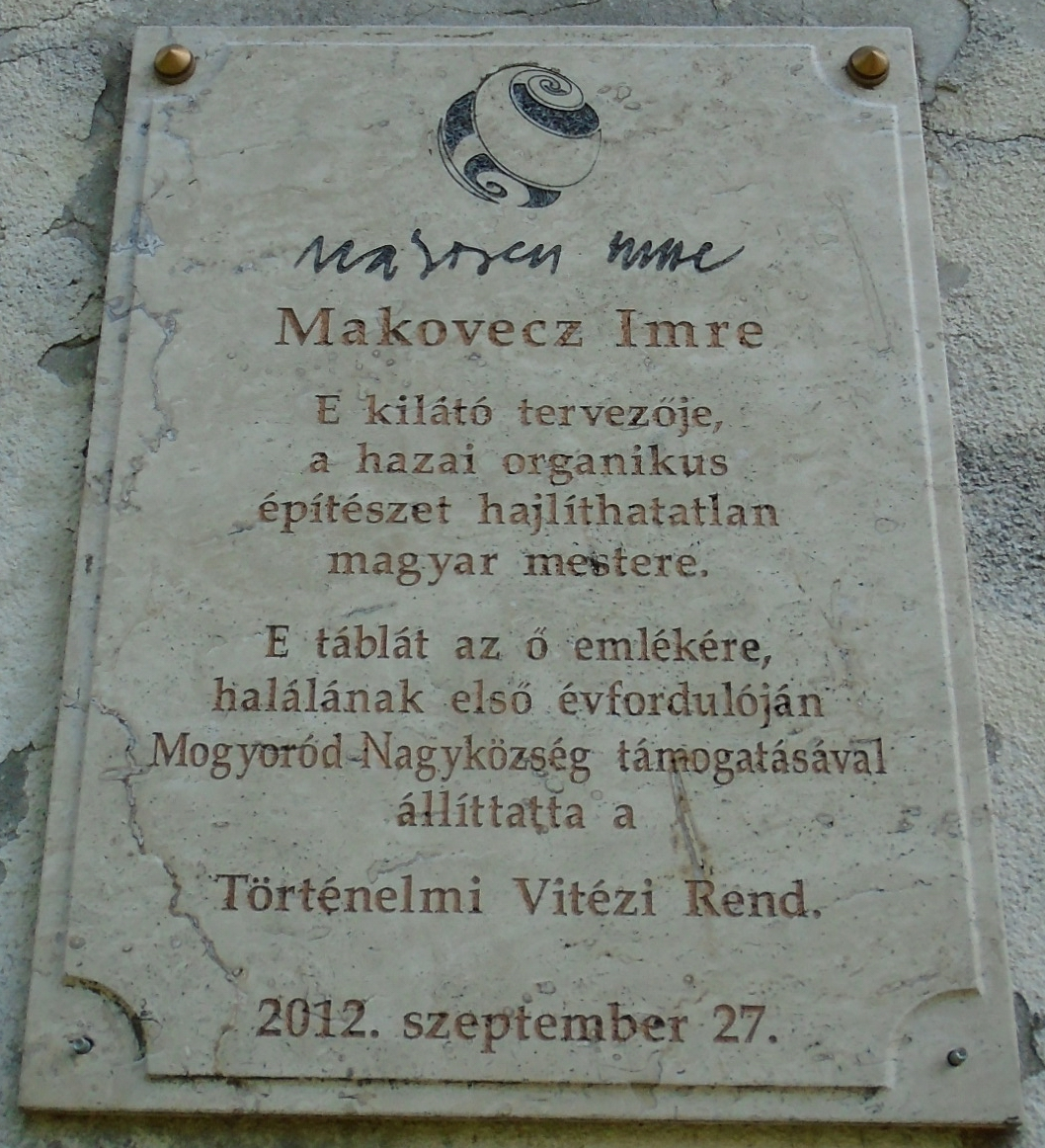
Emléktáblája Mogyoródon

- 2011. november 5-én, Szent Imre napján Budapesten a Magyarság Háza Corvin termében Pálinkás József, az MTA elnöke és Maróth Miklós, az MTA alelnöke levezette alakuló közgyűlésen megalakult a Magyar Művészeti Akadémia köztestület, amelynek Makovecz Imrét örökös tiszteletbeli elnökévé választották.[14]
- 2011 decemberében Makó városának képviselő-testülete úgy döntött, hogy Makoveczről nevezi el a korábbi Marczibányi teret, emlékezve arra, hogy a 2000-es évektől kezdődően a város új közintézményeit Makovecz, vagy hozzá szorosan kötődő tanítványai tervezték.[15]
- 2012. május 12-én róla nevezték el az 1977-ben általa tervezett, majd 2008-ban az eredetivel szinte teljesen azonos tervek alapján újjáépített kilátót a Kis-Hárs-hegyen.[16]
- Ugyanazon év augusztusában az építész nevét vette fel a Szabolcs-Szatmár-Bereg megyei Csenger város általános iskolája.[17]
- 2015-ben születésének 80. évfordulója alkalmából a Makovecz Alapítvány kezdeményezésére megalapították a Makovecz Imre-díjat.
- Több emléktáblát avattak tiszteletére, mint például 2012-ben Mogyoródon, Egerben és 2013-ban Budapesten.

## Családja
Felesége Szabó Marianne textilművész, három gyermekük: Makovecz Benjámin (1957) grafikus, műfordító, fényképész, könyvtervező; Makovecz Anna (1962) festőművész és Makovecz Pál (1964) harsonaművész, karmester.

## Idézetek tőle
A magyar szerves építészet feladata, hogy szolgálja az Európai Közép ezoterikus létét.
Kezdettől azt az egy épületet szerettem volna megépíteni, amely az emberiség kezdete előtt már állt.

## Díjai, elismerései
- 1969 Ybl Miklós-díj
- 1987 Ifjúsági Díj

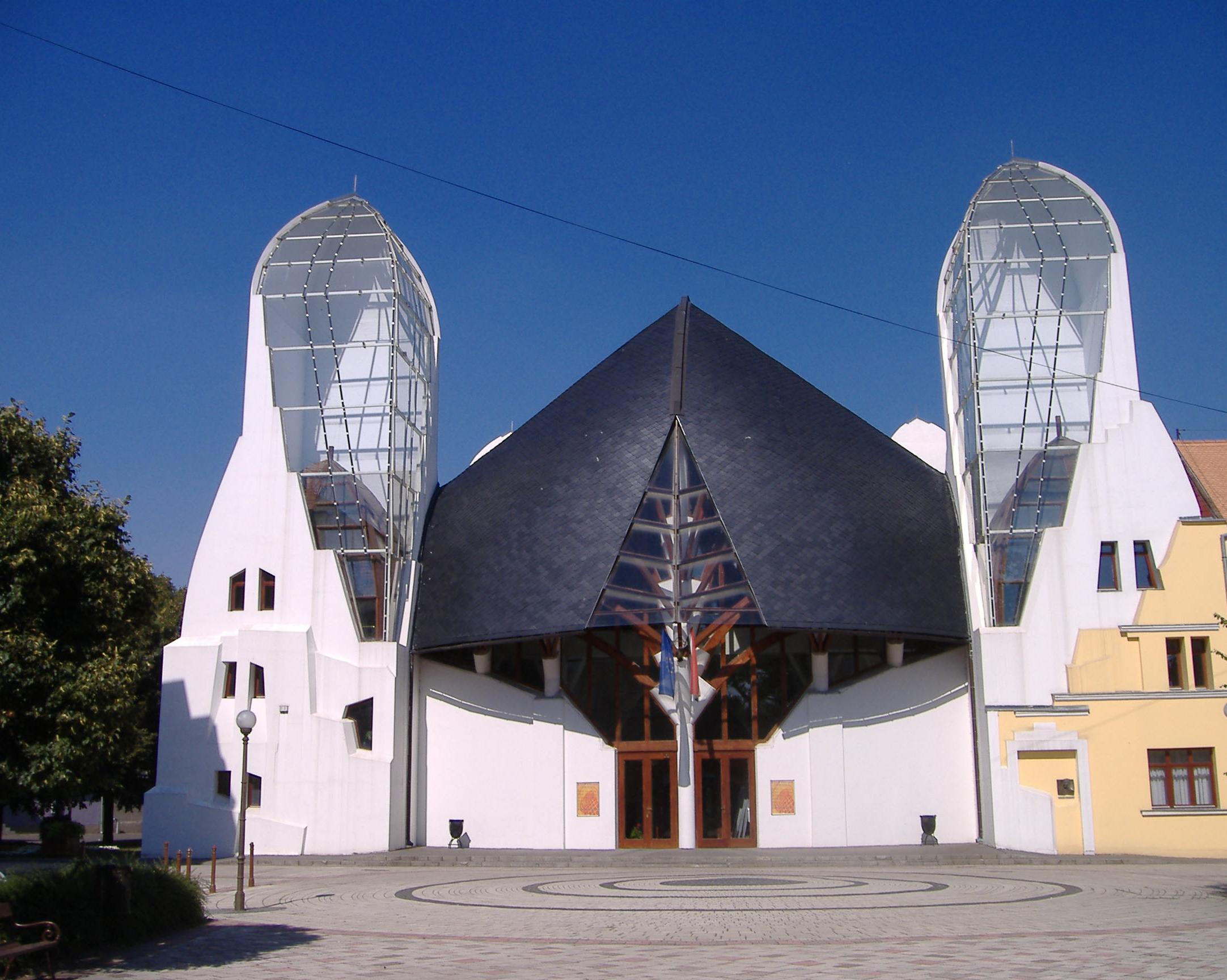
Hagymaház, Makó

- 1987 Amerikai Építészek Szövetségének tiszteletbeli tagja
- 1989 SZOT-díj
- 1990 Kossuth-díj
- 1992 A Skót Építésszövetség tiszteletbeli tagja
- 1992 A Magyar Köztársasági Érdemrend középkeresztje a csillaggal
- 1993 Dundee-i Egyetem díszdoktora
- 1996 Magyar Örökség díj
- 1997 A Francia Építészeti Akadémia Nagy Aranyérme
- 1998 A Brit Építésszövetség tiszteletbeli tagja
- 1999 Steindl Imre-díj
- 1999 Kölcsey-emlékplakett
- 2001 Corvin-lánc
- 2003 Prima Primissima díj
- 2003 Magyar Szabadságért díj
- 2006 Balassi-emlékérem
- 2007 Hegyvidék díszpolgára
- 2010 Újbuda díszpolgára[18]
- 2010 Tőkés László-díj
- 2011 Budapest díszpolgára
- 2011 Szent István-díj

## Művei
- 1962 Cápa Vendéglő, Velence
- 1963 Vendéglő, Berhida 1964
- 1964 Sió Csárda, Szekszárd
- 1965 Üdülő, Balatonszepezd
- 1966 Csárda, Tatabánya
- 1969 Bodrog Áruház, Sárospatak

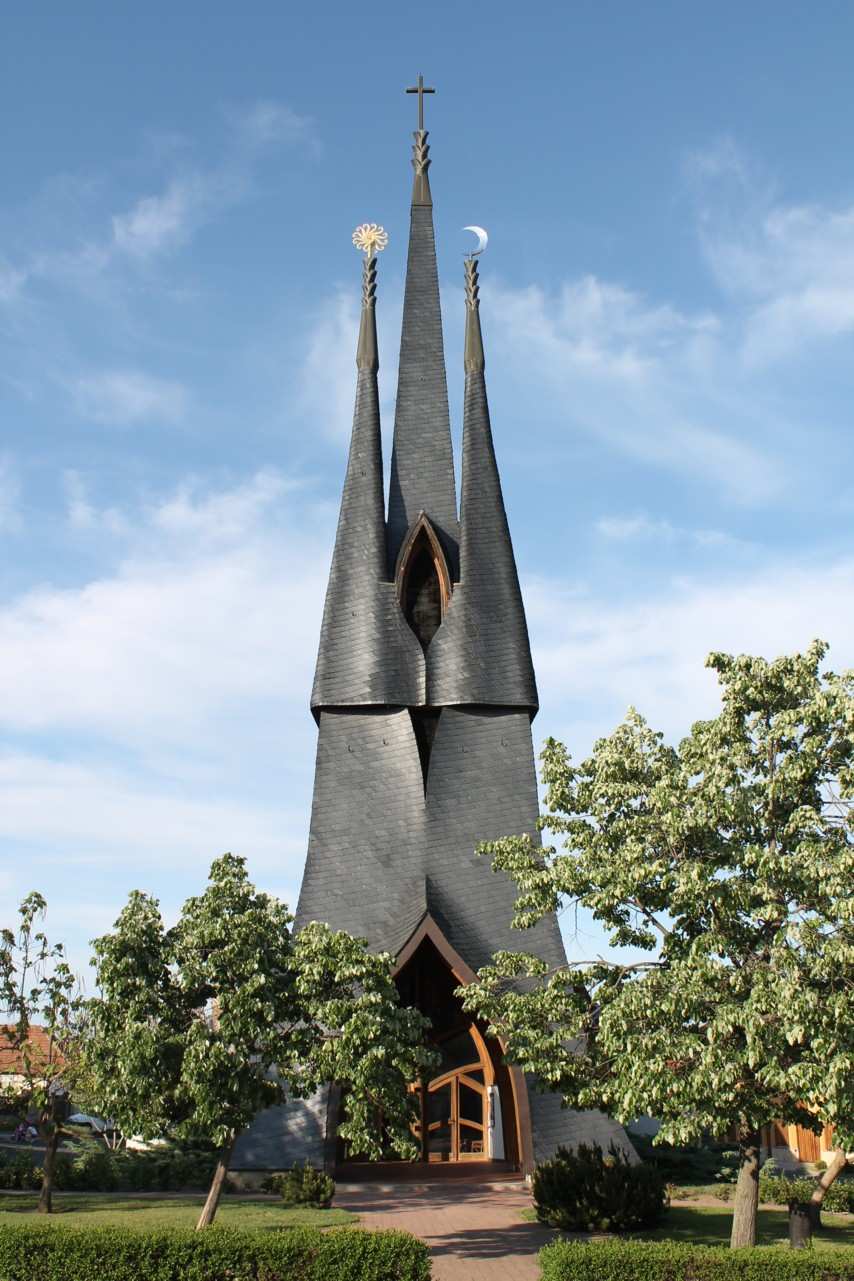
Szentlélek-templom, Paks

Csíkszeredai plébániatemplom

- 1972–1977 Művelődési ház, Sárospatak 1983
- 1973 Étterem, Szentendre – 2019-ben lebontották
- 1975 Ravatalozó, Budapest, Farkasréti temető ravatalozója 1977
- 1977 Szállásépületek, Visegrád
- 1977 Kis-hárs-hegyi kilátó, Budapest[19]
- 1978 Mogyoró-hegy kemping, Visegrád
- 1979 Síház, Dobogó-kő
- 1980 Tanya, Visegrád
- 1980 Visegrád vendéglő, Visegrád
- 1980 Lakóháztömb, Sárospatak 1987–1988
- 1981 Faluház, Zalaszentlászló 1985
- 1983 Római katolikus templom, Budapest – nem épült meg
- 1983 Kultúrház, Jászapáti
- 1985 Faluház, Bak
- 1985 Gimnázium, Visegrád
- 1986 Faluház, az egykori boldogfai Farkas kúriából, Bagod, Zala megye[20]
- 1985–1987 Vigadó, Szigetvár 1994
- 1986–1987 Evangélikus templom, Siófok 1990
- 1987–1988 Római katolikus templom, Paks 1991
- 1987 Általános iskola, Neszmély 1991
- 1987 Faluház, Kakasd 1994
- 1988 Árpád Vezér Gimnázium, Sárospatak 1993
- 1988 Duna-part beépítési terve, Visegrád
- 1989 Üzletház, Überlingen
- 1990–1991, 1997 Református templom, Temesvár – 2008
- 1990–1991 Magyar pavilon, Sevilla, világkiállítás 1992
- 1990–1993 Római katolikus templom, Budapest, Gazdagrét – nem épült meg
- 1991–1995 Színház, Lendva 2004
- 1992 Középiskola, Dugny, első díjas terv volt – nem épült meg
- 1992–1993 Pálos kolostor, belső, Budapest, Gellért-hegy – nem épült meg
- 1993 Görögkatolikus templom, Csenger 2000
- 1993–1995 Sportuszoda, Eger 2000
- 1994 Pavilontervek, Budapest, Világkiállítás – nem épült meg
- 1994–1996 Egyetemi templom, Piliscsaba – nem épült meg
- 1994 Templom, Dunaszerdahely 2002
- 1994–1997 Református templom, Kolozsvár 2008
- 1995 Római katolikus templom, Százhalombatta 1996–1998
- 1995 Emlékmű, Budapest
- 1995–1996 Református templom, Vargyas 2005
- 1995–1997 Egyetemi épület (Stephaneum), Piliscsaba 2001
- 1996 Hagymaház, Makó 1998
- 1996–1998 Tiszakécske Rehabilitációs Központ – nincs befejezve, de tervezik a befejezést az eredeti tervek alapján
- 1997–1998 Ravatalozó, Sepsiszentgyörgy 2005
- 1998–2000 Bitskey Aladár Uszoda, Eger
- 1999 Római katolikus templom, Pethőhenye
- 2000 Erdei János Sportcsarnok, Makó 2001
- 2000 József Attila Gimnázium épületének rekonstrukciója, Makó 2001
- 2001 Római katolikus templom, Csíkszereda 2003
- 2002 Római katolikus templom, Dunaszerdahely
- 2003 Kopt kolostor, Taposiris Magna (Egyiptom) épül [forrás?]
- 2004–2005 R.kat. templom, Budapest, Felső-Krisztinaváros, első díjas terv
- 2006 Boldogasszony kápolna, Pilisszántó
- 2006 Termál és Gyógyfürdő Tanuszoda létesítés, Makó 2008
- 2006 József Attila Városi Könyvtár és Múzeum, Makó 2019
- 2006 Páger mozi és rendezvényház, Makó épül
- 2006 Makó, Széchenyi tér rekonstrukciója, Makó 2008
- 2006 Kossuth szobor talapzatának és környezetének rekonstrukciója, Makó 2008
- 2007 Világhy-ház, Ispánk
- 2007 (Török Ádámmal) Családi ház, Ispánk Országépítő 2009/3. 15–17. o.
- 2008 Autóbusz-pályaudvar, Makó 2010
- 2009 Kálvin Téri Református Általános Iskola, Makó 2010
- 2008 Búza utcai bölcsőde, Makó 2011
- 2009 Hagymatikum, 1. Ütem, Makó 2012
- 2009 Hagymatikum, 2. Ütem, Makó 2024
- 2010 Közhivatalok Háza, Makó 2011
- 2011 Zenepavilon, Makó 2012
- 2011 Újjászületés Kápolna, Devecser 2012
- 2011 Összetartozás Temploma, Pesterzsébet 2021

## Egyéni kiállítások[21]
- 1978 Dombóvár
- 1980 Zalaszentgrót
- 1983 Vác
- 1989 Rotterdam
- 1989–1990 Budapest
- 1992 Skócia
- 1995 Lakitelek

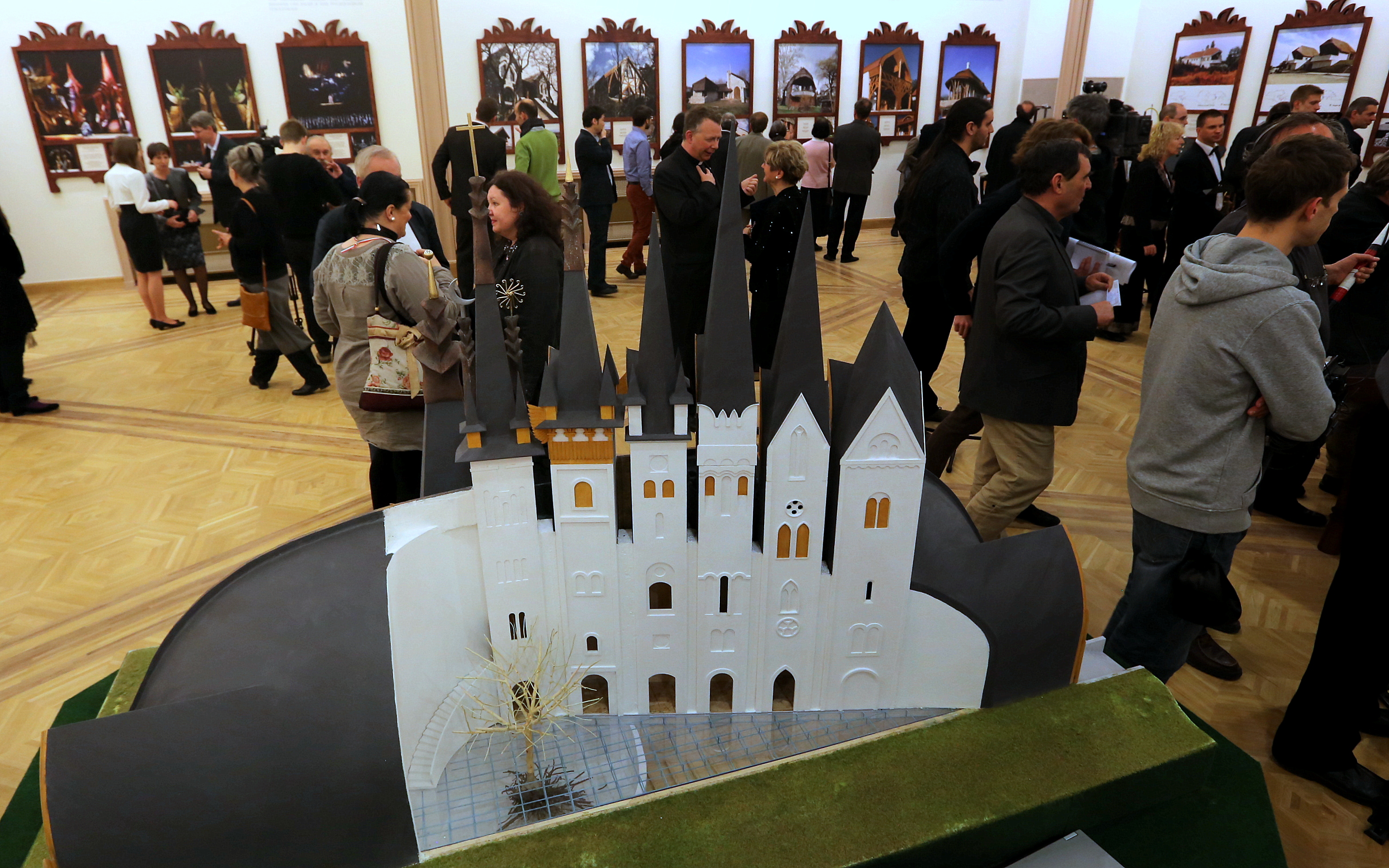
Makovecz Imre-emlékkiállítás megnyitója a Pesti Vigadóban, 2014. március 16.

- 1996 Wroclaw, Detmold (D), Svédország, Izrael, Finnország
- 1997 Thurzó Galéria, Szentendre
- 1997 Temesvár
- 2007 Vitalitas Galéria, Szombathely

## Válogatott csoportos kiállítások
- 1991 Velencei Építészeti Biennálé, Velence
- 1995 Magyar élő építészet, (Budapest)

## Írások
- Makovecz, I.: In the Search of a Hungarian Architectural Identity. In: The New Hungarian Quarterly, 1985. 4: 225.
- Makovecz, I.: Technique et Architecture. 1985. 6–7: 108.
- Makovecz I.: Sopánkodás helyett – falvaink építészetéről. In: Falu 1986. 1.
- Makovecz I.: Építész és megrendelő. In: Magyar Építőművészet, 1986. 4.
- Makovecz I.: Az erdei művelődés háza. In: Magyar Építőművészet, 1988. 2.
- Makovecz I.: Dráma. In: Magyar Építőművészet, 1988. 4–5.
- Gerle J., Kovács A., Makovecz I.: A századforduló magyar építészete. Szépirodalmi Kiadó – BONEX, Budapest, 1990
- Makovecz I.: Írások, 2000–1990. Editio plurilingua, 2001
- Makovecz I.: Válaszok, 2001–1981. Editio plurilingua, 2001
- Makovecz Imre: Írások, 2000–1990 (Editio plurilingua, 2001)
- Makovecz Imre: Válaszok, 2001–1981 (Editio plurilingua, 2001)
- Makovecz Imre: Rajzok (Bp., 2004)
- Makovecz Imre–Melocco Miklós–Szörényi Levente: Magyar lélek, magyar forma; Éghajlat, Bp., 2007 (Manréza-füzetek)
- Rajzok és írások; Serdian, Bp., 2007 (eu21) (angolul, németül, spanyolul is)
- Írások, 1989–2009; Serdian, Bp., 2009
- Organikus építészeti útikönyv; szerk. Dénes György; Serdian, Bp., 2011
- Makovecz – templomok; Máté Gábor, Papp Tamás, Zsitva Tibor; Serdian, Bp., 2011
- Makovecz – churches / Makovecz – templomok; angolra ford. Judith Sollosy; Püski, Bp., 2013
- Válaszok, 2011–1981; fotó Dénes György; Serdian, Bp., 2012 (angolul is)
- Makovecz. 77 nekrológ. In memoriam Makovecz Imre, 1935–2011; epl, Bp., 2012
- Makovecz. 78 gondolat. In memoriam Makovecz Imre, 1935–2011; epl, Bp., 2013
- Tervek, épületek, írások; epl, Bp., 2015
- Írások, 1989–2009; szerk. Serdián Miklós György; epl, Bp., 2016
- Makovecz-utak. Első régió: Budapest és Duna-kanyar; szerk. Makovecz Anna; Makovecz Imre Alapítvány, Bp., 2017
- Makovecz – templomok; 2. bőv. kiad.; Makovecz Imre Alapítvány, Bp., 2018

## Galéria

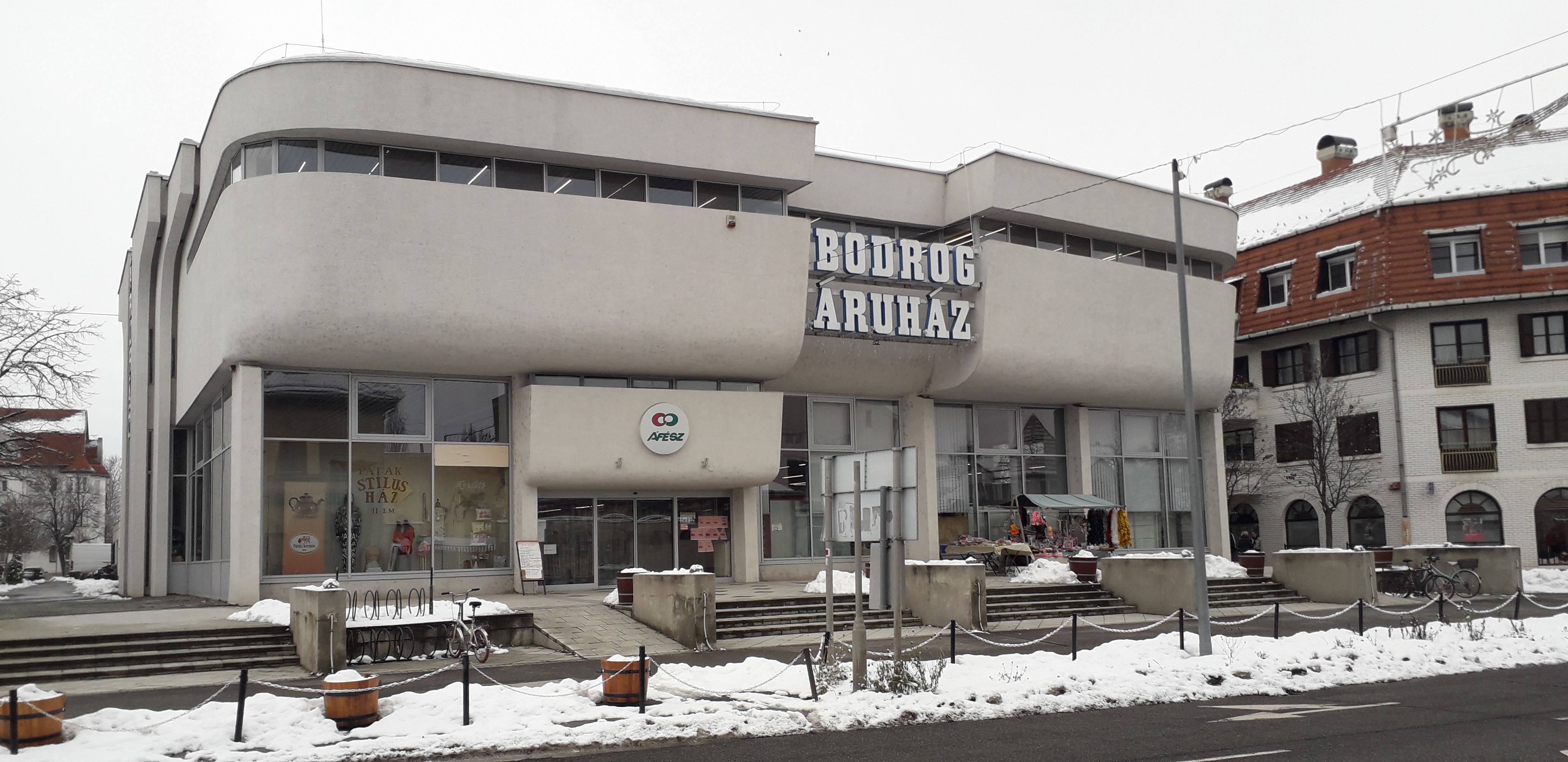
Bodrog Áruház, 1969, Sárospatak
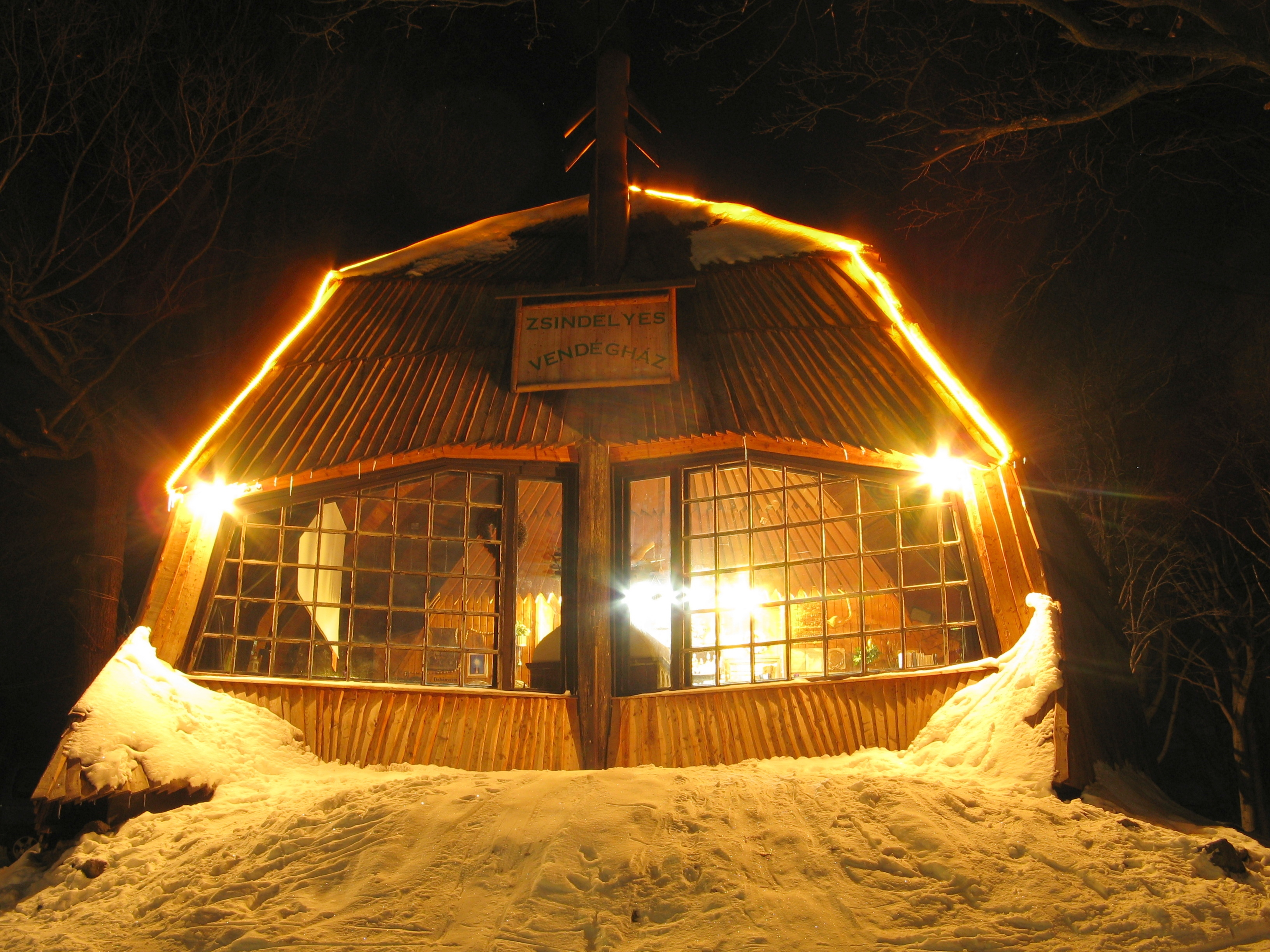
Dobogókő, Zsindelyes Vendégház, 1980 Dobogó-kő
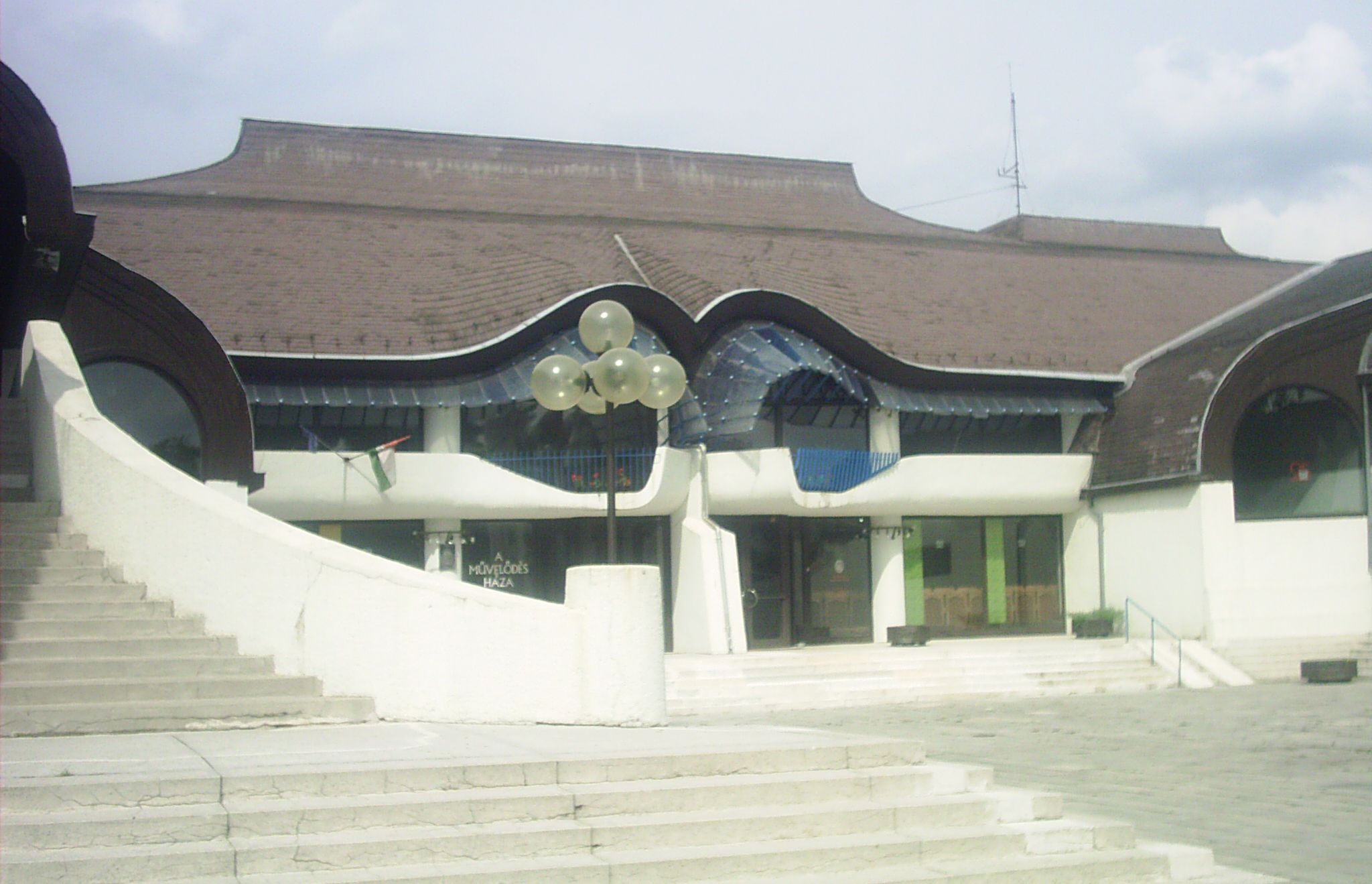
Művelődési ház 1983, Sárospatak
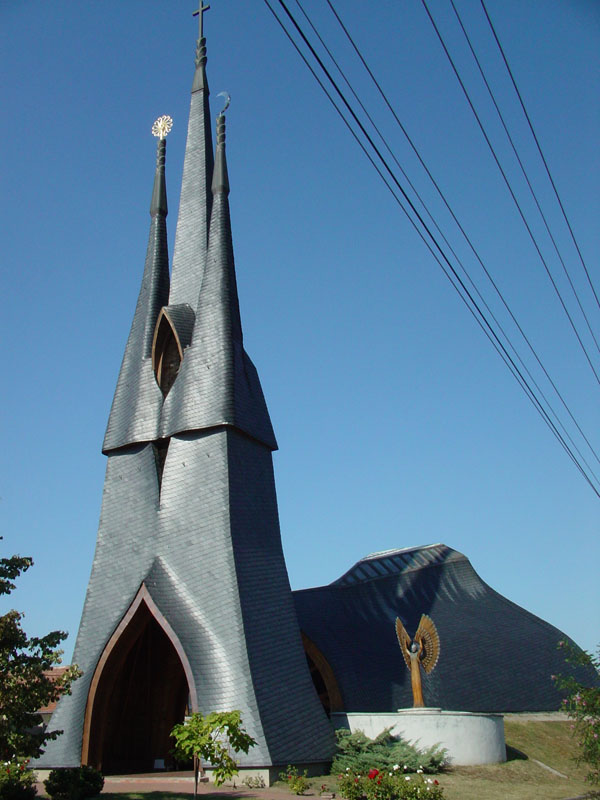
A paksi Szentlélek-templom 1991
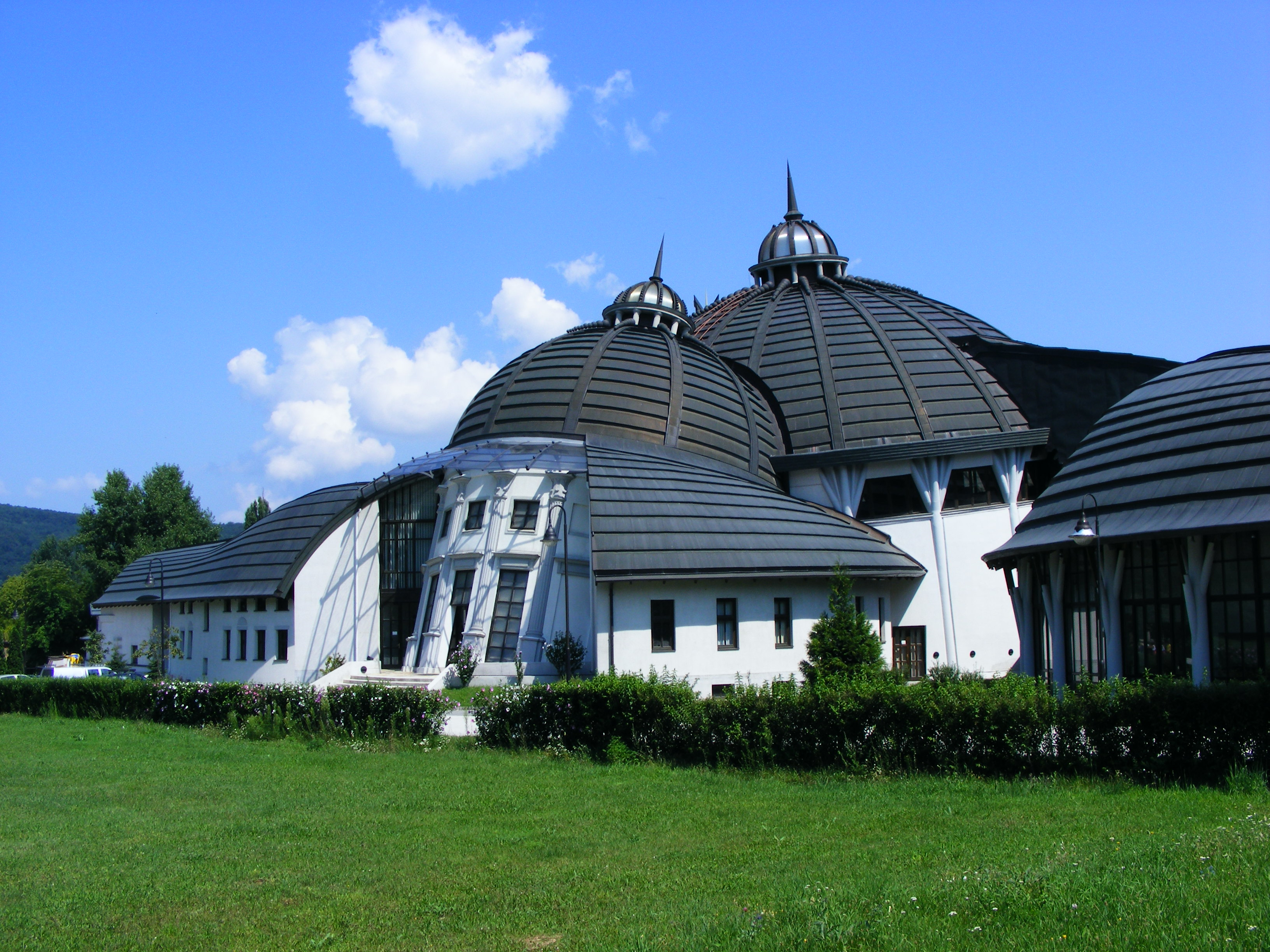
Stephaneum 1995-97, Piliscsaba
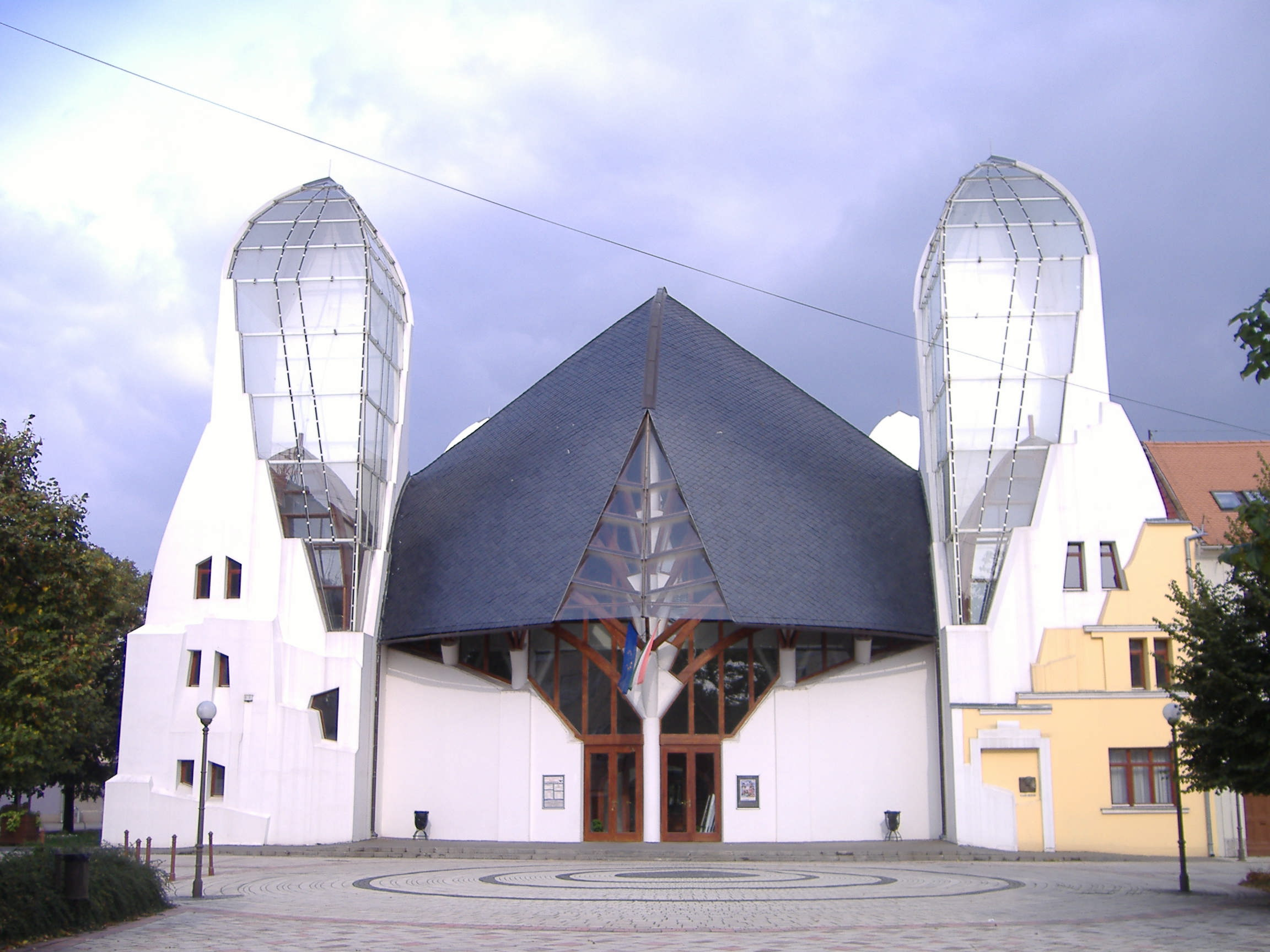
Makó Színház (Hagymaház) 1996
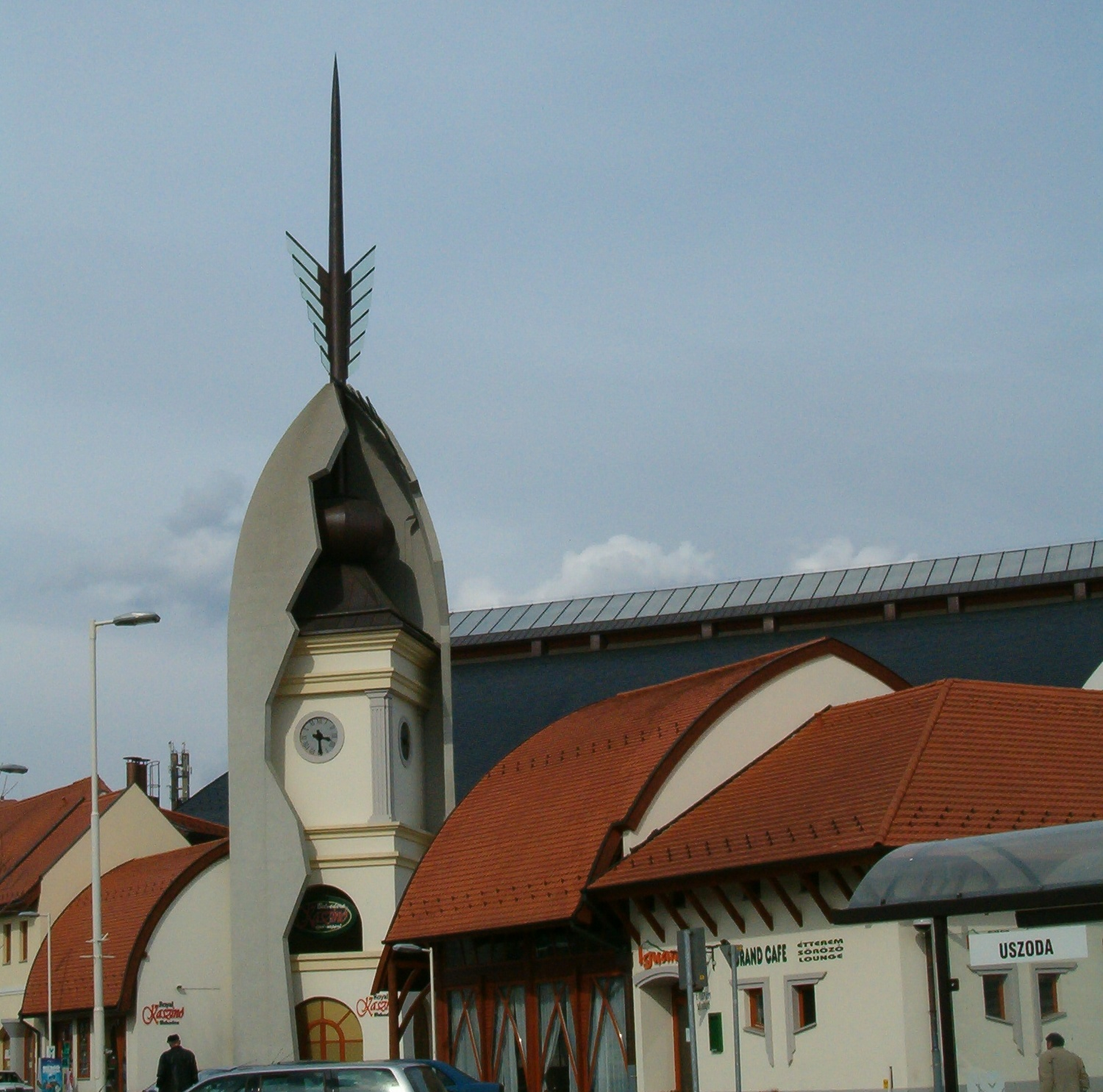
Bitskey Aladár uszoda 1998-2000 Eger
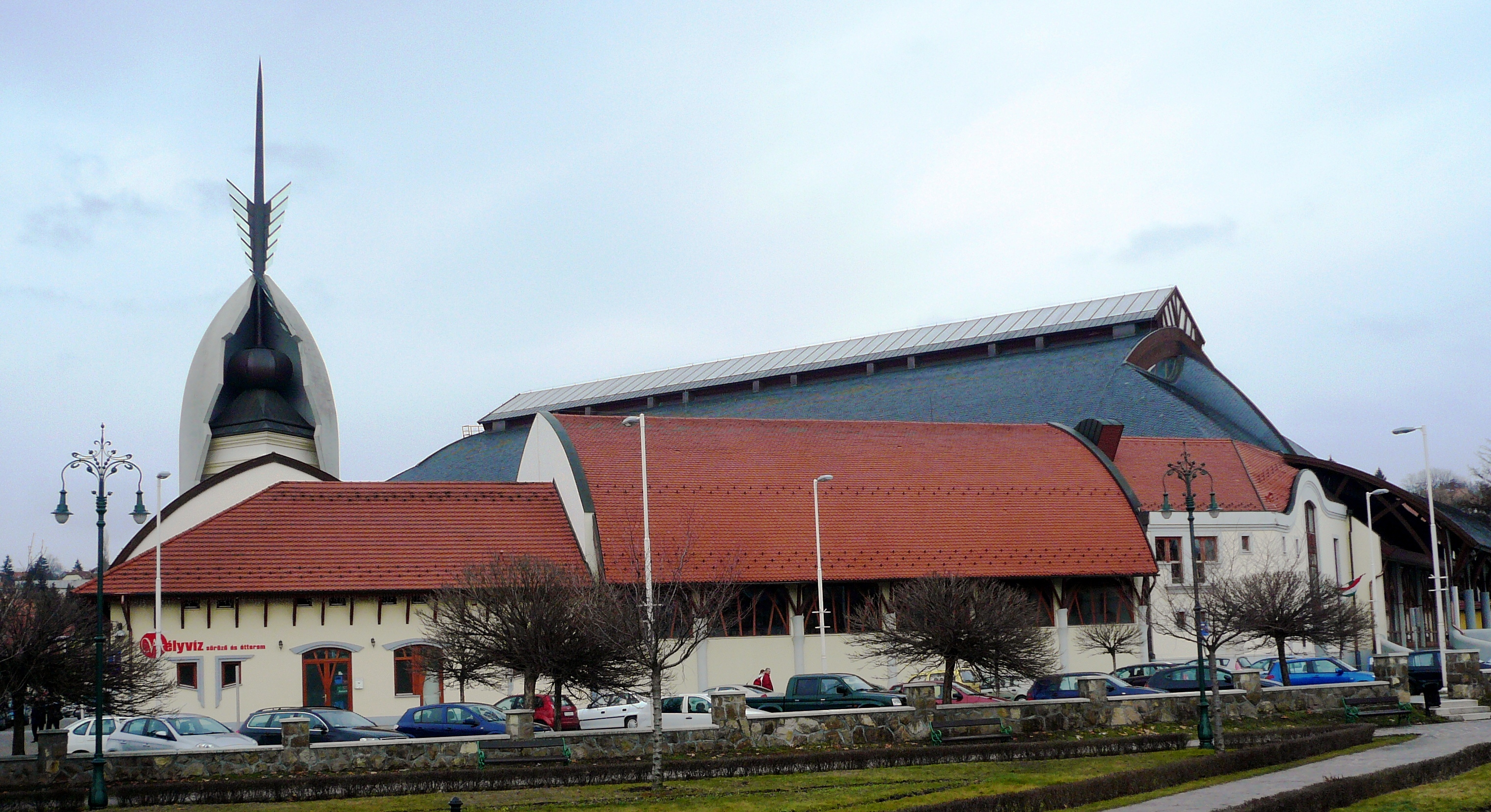
Bitskey Aladár uszoda, Eger
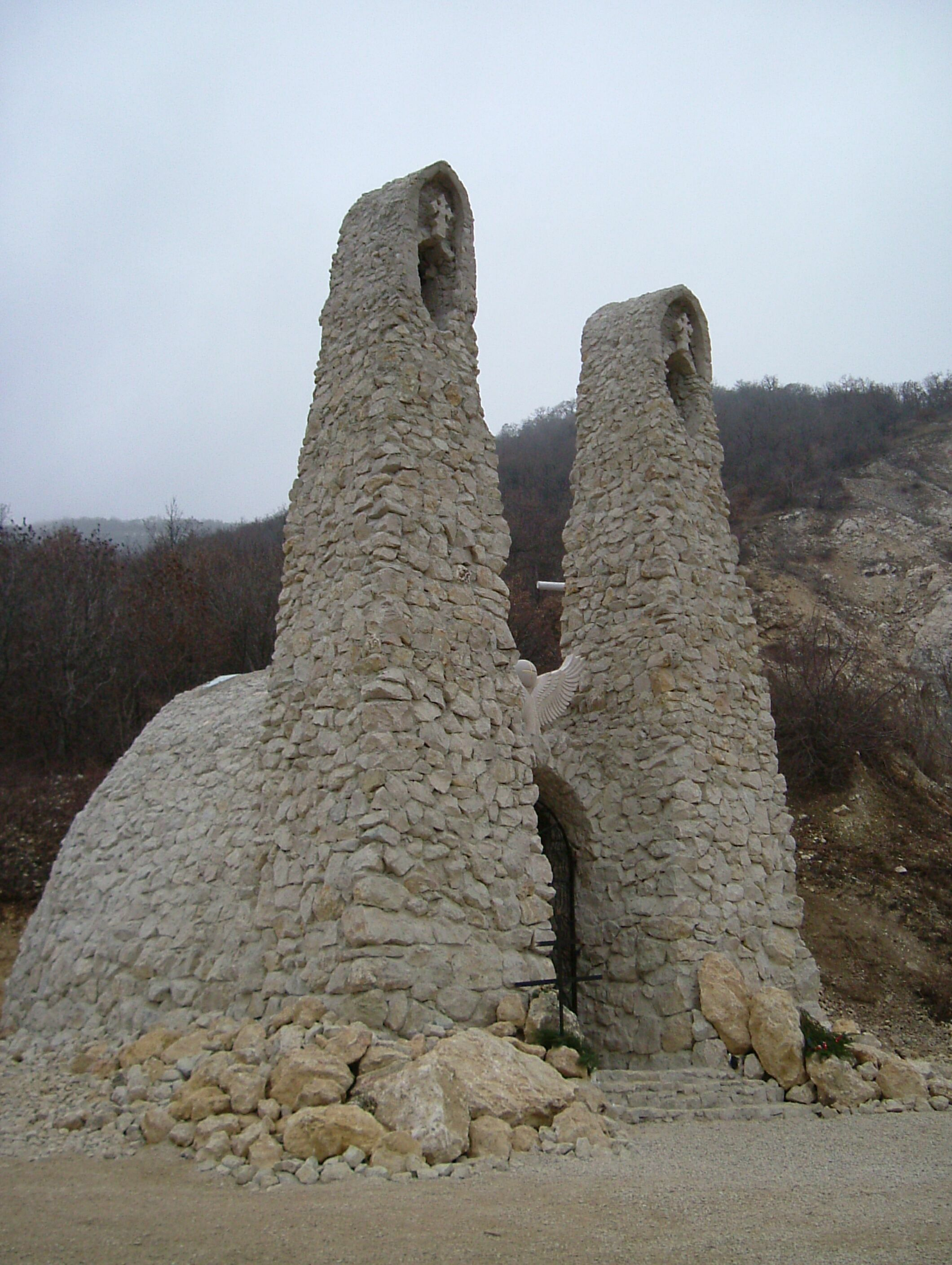
Pilisszántó Boldogasszony kápolna 2006
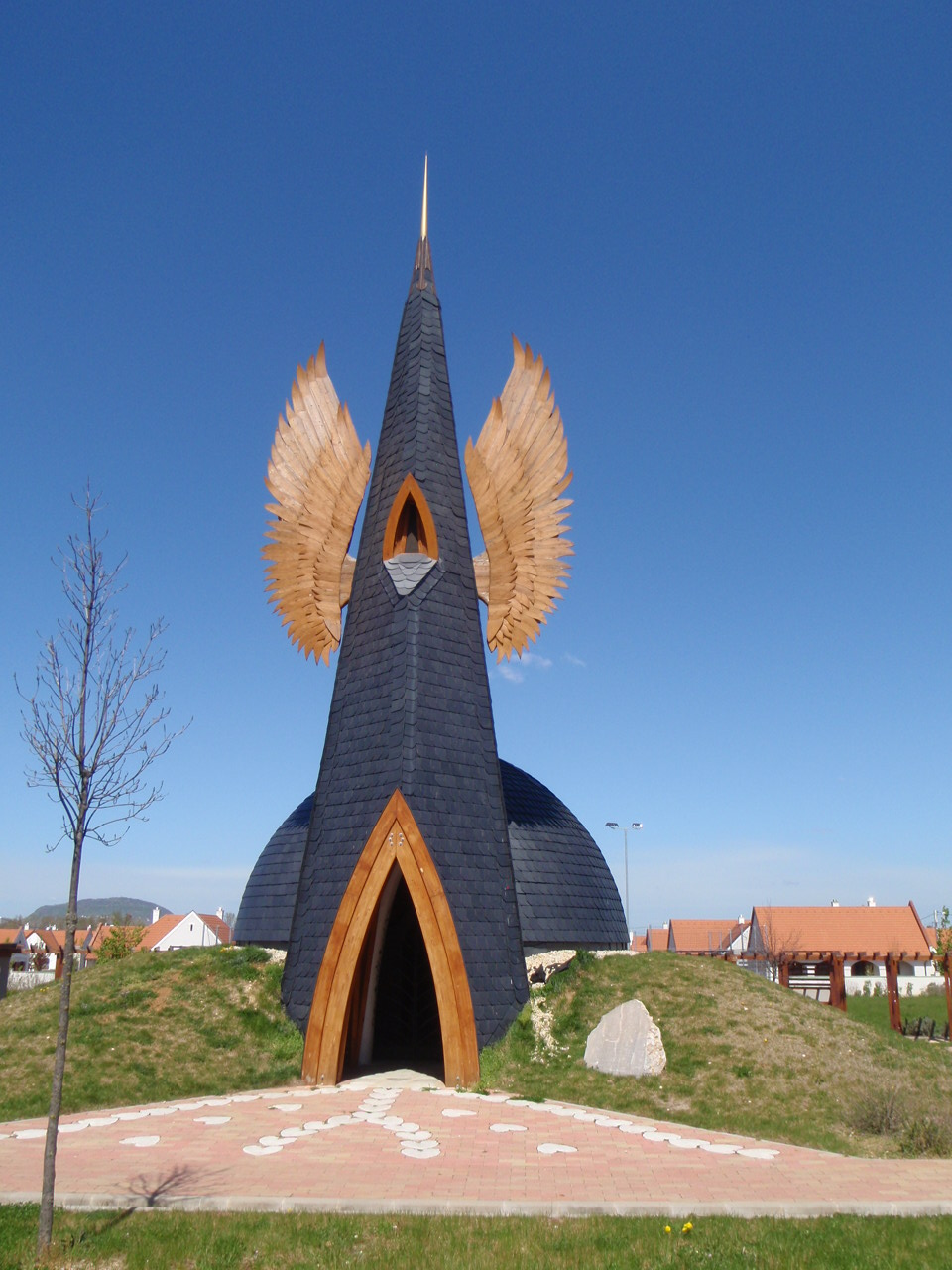
Újjászületés Kápolna 2012, Devecser
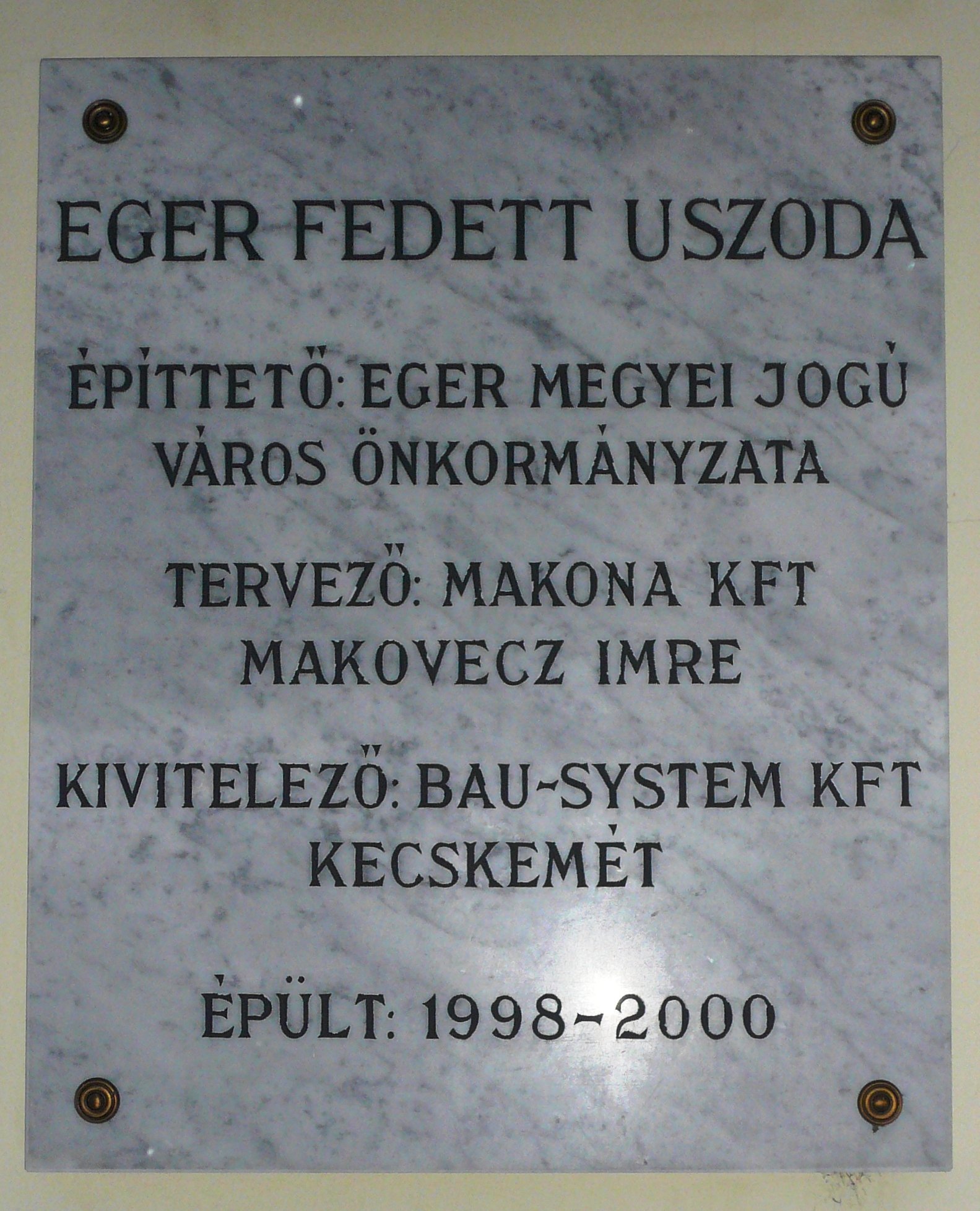
Makovecz Imre emléktábla az egri Bitskey Aladár uszoda falán

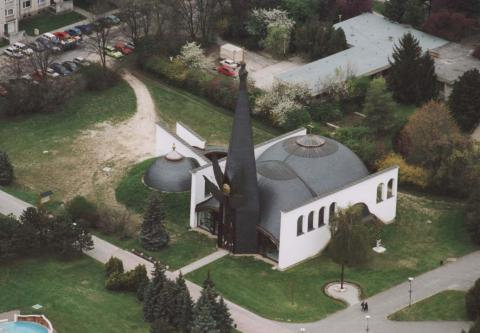
Százhalombatta
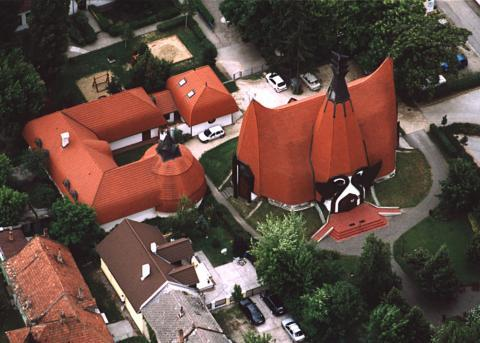
Siófok
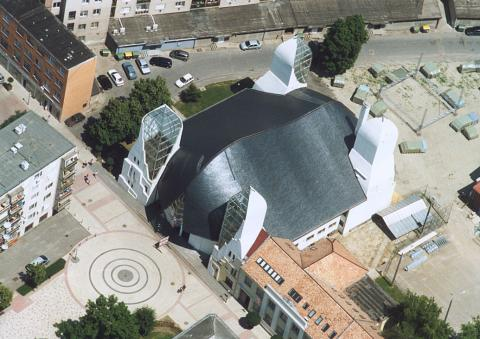
Makó
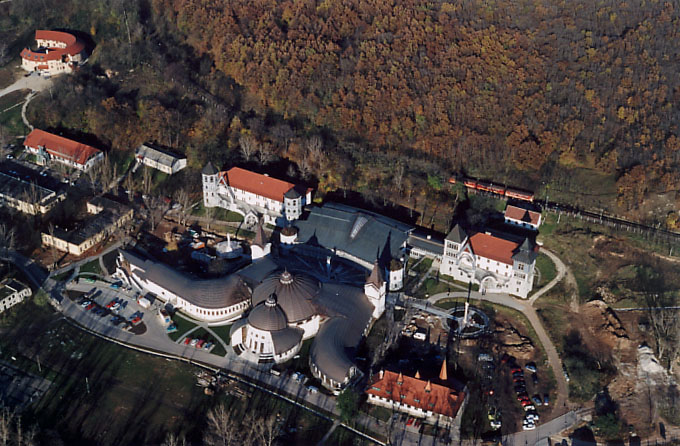
Piliscsaba

## További információk

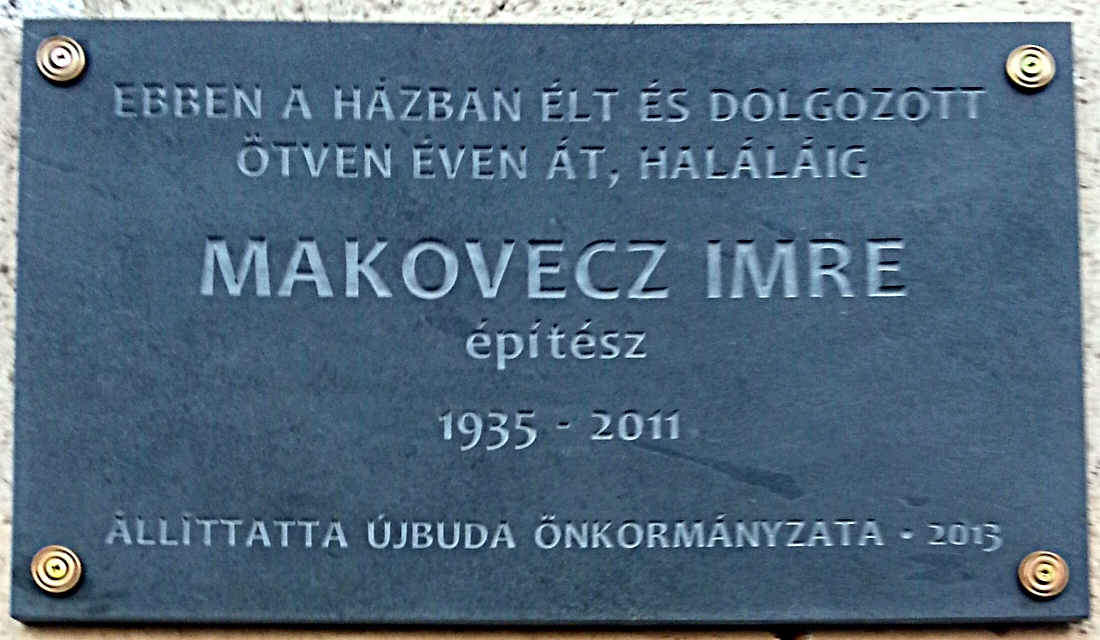
Emléktáblája: Budapest XI. kerület Villányi út 8.

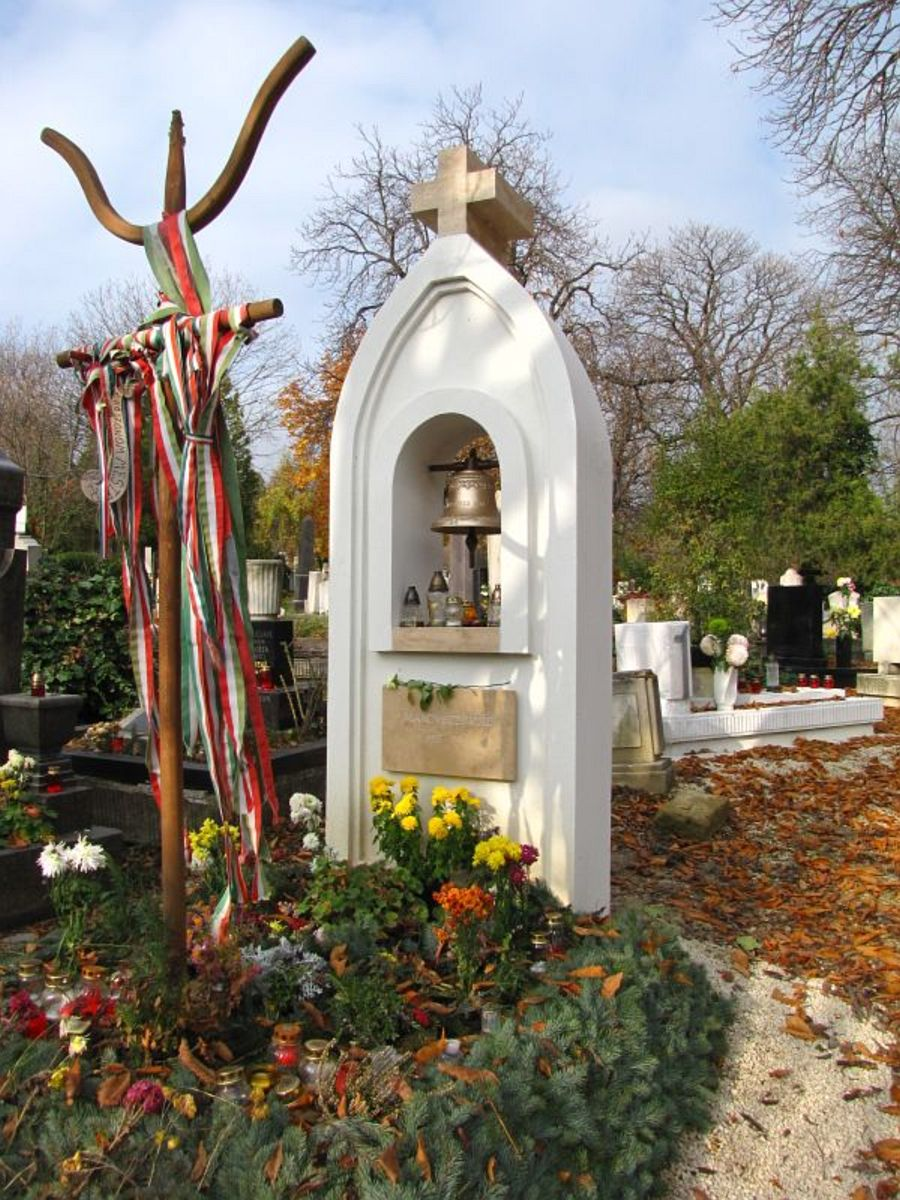
Sírja a Farkasréti temetőben (23/2-0-1-9/10)